# Ministerstvo cestovního ruchu a sportu Slovenské republiky
Ministerstvo cestovního ruchu a sportu Slovenské republiky (zkratka MCRaŠ SR, slovensky Ministerstvo cestovného ruchu a športu Slovenskej republiky) je slovenské ministerstvo, zřízené k 1. únoru 2024 novelou 7/2024 Z. z. kompetenčního zákona, přijatou 16. ledna 2024 během čtvrté vlády Roberta Fica.

## Působnost ministerstva
Ministerstvo je ústředním orgánem státní správy pro cestovní ruch, rozvoj, propagaci a prezentaci produktů cestovního ruchu na Slovensku a v zahraničí a pro sport. V působnosti ministerstva jsou i organizace na podporu a propagaci cestovního ruchu Slovakia Travel a národní loteriová společnost Tipos, která do zřízení rezortu fungovala v rámci ministerstva financí.

## Vedení
- Dušan Keketi, nestr. za SNS, 2024–2025
- Rudolf Huliak, navržen SMER-SD, od 2025